# Alf Trojan
Alf Trojan (* 4. August 1944 in Rendsburg) ist Medizinsoziologe und ehemaliger Direktor des Instituts für Medizin-Soziologie am Universitätsklinikum Hamburg-Eppendorf der Universität Hamburg.

## Leben
Trojan wurde 1944 in Rendsburg geboren. Nach dem Studium der Humanmedizin und Soziologie (Abschlüsse als Dr. med. und Dr. phil.), begann er 1974 seine berufliche Tätigkeit als Mitglied des Tutorenkreises Medizinsoziologie an der Universität Hamburg. Die Medizinsoziologie wurde in dem Jahr mit der Einrichtung einer Professorenstelle (Heidrun Kaupen-Haas), einem Lehrbeauftragten (Sozialpsychiater Klaus Dörner) und zwei Assistentenstellen (Alf Trojan und Heiko Waller) besetzt.
Von 1975 bis 1976 absolvierte Trojan in London ein Master-of-Science-Studium mit dem Abschluss M. Sc. Anschließend wurde er wissenschaftlicher Assistent in der fachbereichsübergreifenden Einrichtung medizinische Soziologie. Von 1979 bis 1989 gehörte er zum Kreis der Herausgeber der Zeitschrift Demokratisches Gesundheitswesen.
1984 erfolgte die Berufung zum Professor und schließlich 1985 zum Direktor des Institutes für Medizin-Soziologie (IMS), Abt. II „Soziologie in der Medizin“. 2010 wurde er in den Ruhestand verabschiedet. Seit 2009 freiberufliche wissenschaftliche Tätigkeiten in den Bereichen Selbsthilfefreundlichkeit und Patientenorientierung im Gesundheitswesen sowie Gesundheitsförderung, – vor allem im Rahmen der Redaktionsleitung der „Leitbegriffe für Gesundheitsförderung  und Prävention“ der Bundeszentrale für Gesundheitliche Aufklärung.

## Arbeitsschwerpunkte
- Soziale Netzwerke und Selbsthilfe
- Gesundheitsförderliche Stadtpolitik
- Bürgerbeteiligung
- Kommunale Gesundheits- und Sozialpolitik
- Gesundheitsförderung und Nachhaltigkeit

## Ehrungen
- 2007: Gesundheitsförderungsmedaille der Universität der Wissenschaften Szeged in Ungarn
- 2009: Solomon-Neumann Medaille der Deutschen Gesellschaft für Sozialmedizin und Prävention

## Veröffentlichungen (Auswahl)
- Psychisch krank durch Etikettierung? Die Bedeutung des Labeling-Ansatzes für die Sozialpsychiatrie. Verlag Urban und Schwarzenberg, München 1978, ISBN 978-3-541-08441-8.
- Sozialpsychiatrische Praxis. Eine Einführung für medizinische und psychosoziale Berufe. Akademische Verlagsgesellschaft, München 1980, ISBN 978-3-40000-374-1.
- "Wissen ist Macht." Eigenständig durch Selbsthilfe in Gruppen. Fischer alternativ, Frankfurt am Main 1986, ISBN 978-3-596-24173-6.
- zusammen mit Helmut Hildebrandt (Hrsg.): Brücken zwischen Bürgern und Behörden. Innovative Strukturen für Gesundheitsförderung. Asgard-Verlag, Siegburg 1990, ISBN 978-3-537-25003-2.
- zusammen mit Monika Dobler, Volker Enkerts, Christoph Kranisch: Wünsche – Wissen – Widerstand. Selbsthilfegruppen diskutieren mit Politikern und Experten. Verlag Sozialwissenschaft und Gesundheit, Hamburg 1984.
- zusammen mit Heiner Legewie: Nachhaltige Gesundheit und Entwicklung. Leitbilder, Politik und Praxis der Gestaltung gesundheitsförderlicher Umwelt- und Lebensbedingungen. Verlag für akademische Schriften, Frankfurt am Main 2001, ISBN 978-3-88864-299-9.